# Wynn Las Vegas
Wynn Las Vegas is een hotel- en casinocomplex in Las Vegas in de staat Nevada in de Verenigde Staten. Het bevindt zich op de Las Vegas Boulevard, beter bekend als The Strip, op de exacte plek waar vroeger het bekende Desert Inn Hotel stond.
Het complex is met 50 verdiepingen een van de hoogste gebouwen in Las Vegas. Er zijn 2716 kamers, gaande van kleine kamers tot zeer grote suites. Het enige golfterrein aan de Las Vegas Boulevard is gesitueerd op het terrein van Wynn Las Vegas en is voorbehouden voor de gasten van het hotel, die er kunnen golfen voor 500 dollar per rondje.
Het complex kostte 2,7 miljard dollar en opende op 28 april 2005.
Wynn Las Vegas is het vlaggenschip van Steve Wynn, eigenaar van Wynn Resort Limited. Wynn Resorts werd in 2010 door het Amerikaanse tijdschrift Fortune uitgeroepen tot meest bewonderde casinobedrijf ter wereld.